# Gran Premio di superbike di Magny-Cours 2007
Il Gran Premio di superbike di Magny-Cours 2007 è stato la tredicesima e ultima prova del campionato mondiale Superbike 2007, disputato il 7 ottobre sul circuito di Magny-Cours, in gara 1 ha visto la vittoria di Noriyuki Haga davanti a Troy Bayliss e Troy Corser, lo stesso pilota si è ripetuto anche in gara 2, davanti a Max Biaggi e Fonsi Nieto.
Per quanto abbia ottenuto la vittoria in entrambe le prove, il pilota giapponese Haga non è riuscito a colmare il distacco che lo separava dal britannico James Toseland che ha in questo modo ottenuto il titolo iridato piloti.
La vittoria nella gara valevole per il campionato mondiale Supersport 2007 è stata ottenuta da Kenan Sofuoğlu.
Per questa categoria il risultato era ininfluente per l'assegnazione del mondiale, già ottenuto matematicamente da varie gare dal pilota turco Kenan Sofuoğlu.
Per quel che concerne la Superstock 1000 FIM Cup la gara viene vinta da Ayrton Badovini e quella del campionato Europeo della classe Superstock 600 da Maxime Berger.

## Risultati

### Gara 1

#### Arrivati al traguardo[6]
| Pos. | Nº  | Pilota             | Squadra                     | Motocicletta        | Giri | Tempo     | Griglia | Punti |
| ---- | --- | ------------------ | --------------------------- | ------------------- | ---- | --------- | ------- | ----- |
| 1º   | 41  | Noriyuki Haga      | Yamaha Motor Italia         | Yamaha YZF-R1       | 23   | 38:33.762 | 4º      | 25    |
| 2º   | 21  | Troy Bayliss       | Ducati Xerox                | Ducati 999 F07      | 23   | +0:02.770 | 7º      | 20    |
| 3º   | 11  | Troy Corser        | Yamaha Motor Italia         | Yamaha YZF-R1       | 23   | +0:03.735 | 3º      | 16    |
| 4º   | 76  | Max Neukirchner    | Suzuki Germany              | Suzuki GSX-R1000 K7 | 23   | +0:08.570 | 2º      | 13    |
| 5º   | 10  | Fonsi Nieto        | Kawasaki PSG-1 Corse        | Kawasaki ZX-10R     | 23   | +0:12.925 | 9º      | 11    |
| 6º   | 3   | Max Biaggi         | Alstare Suzuki Corona Extra | Suzuki GSX-R1000 K7 | 23   | +0:13.283 | 6º      | 10    |
| 7º   | 52  | James Toseland     | Hannspree Ten Kate Honda    | Honda CBR1000RR     | 23   | +0:16.395 | 1º      | 9     |
| 8º   | 111 | Rubén Xaus         | Team Sterilgarda            | Ducati 999 F06      | 23   | +0:22.581 | 10º     | 8     |
| 9º   | 55  | Régis Laconi       | Kawasaki PSG-1 Corse        | Kawasaki ZX-10R     | 23   | +0:22.828 | 8º      | 7     |
| 10º  | 44  | Roberto Rolfo      | Hannspree Ten Kate Honda    | Honda CBR1000RR     | 23   | +0:32.729 | 11º     | 6     |
| 11º  | 38  | Shin'ichi Nakatomi | Yamaha YZF                  | Yamaha YZF-R1       | 23   | +0:38.305 | 17º     | 5     |
| 12º  | 31  | Karl Muggeridge    | Alto Evolution Honda        | Honda CBR1000RR     | 23   | +0:53.685 | 16º     | 4     |
| 13º  | 32  | Yoann Tiberio      | Alto Evolution Honda        | Honda CBR1000RR     | 23   | +0:53.799 | 14º     | 3     |
| 14º  | 84  | Michel Fabrizio    | D.F.X. Corse                | Honda CBR1000RR     | 23   | +0:53.915 | 12º     | 2     |
| 15º  | 83  | Guillaume Dietrich | Alstare Suzuki Corona Extra | Suzuki GSX-R1000 K6 | 23   | +0:56.474 | 18º     | 1     |
| 16º  | 99  | Steve Martin       | Celani Team Suzuki Italia   | Suzuki GSX-R1000 K6 | 23   | +1:11.402 | 13º     |       |

#### Ritirati
| Nº | Pilota        | Squadra            | Motocicletta    | Giri | Griglia |
| -- | ------------- | ------------------ | --------------- | ---- | ------- |
| 22 | Luca Morelli  | D.F.X. Corse       | Honda CBR1000RR | 19   | 19º     |
| 96 | Jakub Smrž    | Caracchi Ducati SC | Ducati 999 F05  | 4    | 15º     |
| 42 | Dean Ellison  | Team Pedercini     | Ducati 999RS    | 4    | 20º     |
| 57 | Lorenzo Lanzi | Ducati Xerox       | Ducati 999 F07  | 0    | 5º      |

### Gara 2

#### Arrivati al traguardo[7]
| Pos. | Nº  | Pilota             | Squadra                     | Motocicletta        | Giri | Tempo     | Griglia | Punti |
| ---- | --- | ------------------ | --------------------------- | ------------------- | ---- | --------- | ------- | ----- |
| 1º   | 41  | Noriyuki Haga      | Yamaha Motor Italia         | Yamaha YZF-R1       | 23   | 38:35.353 | 4º      | 25    |
| 2º   | 3   | Max Biaggi         | Alstare Suzuki Corona Extra | Suzuki GSX-R1000 K7 | 23   | +0:03.518 | 6º      | 20    |
| 3º   | 10  | Fonsi Nieto        | Kawasaki PSG-1 Corse        | Kawasaki ZX-10R     | 23   | +0:09.142 | 9º      | 16    |
| 4º   | 11  | Troy Corser        | Yamaha Motor Italia         | Yamaha YZF-R1       | 23   | +0:09.257 | 3º      | 13    |
| 5º   | 21  | Troy Bayliss       | Ducati Xerox                | Ducati 999 F07      | 23   | +0:12.825 | 7º      | 11    |
| 6º   | 52  | James Toseland     | Hannspree Ten Kate Honda    | Honda CBR1000RR     | 23   | +0:19.316 | 1º      | 10    |
| 7º   | 44  | Roberto Rolfo      | Hannspree Ten Kate Honda    | Honda CBR1000RR     | 23   | +0:20.994 | 11º     | 9     |
| 8º   | 55  | Régis Laconi       | Kawasaki PSG-1 Corse        | Kawasaki ZX-10R     | 23   | +0:22.452 | 8º      | 8     |
| 9º   | 84  | Michel Fabrizio    | D.F.X. Corse                | Honda CBR1000RR     | 23   | +0:22.505 | 12º     | 7     |
| 10º  | 111 | Rubén Xaus         | Team Sterilgarda            | Ducati 999 F06      | 23   | +0:28.352 | 10º     | 6     |
| 11º  | 31  | Karl Muggeridge    | Alto Evolution Honda        | Honda CBR1000RR     | 23   | +0:44.333 | 16º     | 5     |
| 12º  | 32  | Yoann Tiberio      | Alto Evolution Honda        | Honda CBR1000RR     | 23   | +0:48.077 | 14º     | 4     |
| 13º  | 83  | Guillaume Dietrich | Alstare Suzuki Corona Extra | Suzuki GSX-R1000 K6 | 23   | +1:23.307 | 18º     | 3     |
| 14º  | 22  | Luca Morelli       | D.F.X. Corse                | Honda CBR1000RR     | 23   | +1:23.826 | 19º     | 2     |
| 15º  | 42  | Dean Ellison       | Team Pedercini              | Ducati 999RS        | 23   | +1:37.631 | 20º     | 1     |

#### Ritirati
| Nº | Pilota             | Squadra                   | Motocicletta        | Giri | Griglia |
| -- | ------------------ | ------------------------- | ------------------- | ---- | ------- |
| 76 | Max Neukirchner    | Suzuki Germany            | Suzuki GSX-R1000 K7 | 6    | 2º      |
| 38 | Shin'ichi Nakatomi | Yamaha YZF                | Yamaha YZF-R1       | 5    | 17º     |
| 99 | Steve Martin       | Celani Team Suzuki Italia | Suzuki GSX-R1000 K6 | 1    | 13º     |
| 96 | Jakub Smrž         | Caracchi Ducati SC        | Ducati 999 F05      | 0    | 15º     |

### Supersport

#### Arrivati al traguardo[3]
| Pos. | Nº  | Pilota             | Squadra                      | Motocicletta    | Giri | Tempo     | Griglia | Punti |
| ---- | --- | ------------------ | ---------------------------- | --------------- | ---- | --------- | ------- | ----- |
| 1º   | 54  | Kenan Sofuoğlu     | Hannspree Ten Kate Honda     | Honda CBR600RR  | 22   | 37'55.892 | 1º      | 25    |
| 2º   | 23  | Broc Parkes        | Yamaha World SSP Racing      | Yamaha YZF-R6   | 22   | +2.794    | 2º      | 20    |
| 3º   | 18  | Craig Jones        | Revè Ekerold Honda Racing    | Honda CBR600RR  | 22   | + 11.135  | 9º      | 16    |
| 4º   | 45  | Gianluca Vizziello | RG Team                      | Yamaha YZF-R6   | 22   | + 11.551  | 6º      | 13    |
| 5º   | 6   | Tommy Hill         | Yamaha World SSP Racing      | Yamaha YZF-R6   | 22   | + 12.359  | 4º      | 11    |
| 6º   | 94  | David Checa        | Yamaha - GMT 94              | Yamaha YZF-R6   | 22   | + 16.473  | 8º      | 10    |
| 7º   | 125 | Joshua Brookes     | Stiggy Motorsport Honda      | Honda CBR600RR  | 22   | + 17.861  | 10º     | 9     |
| 8º   | 21  | Katsuaki Fujiwara  | Althea Honda                 | Honda CBR600RR  | 22   | + 22.019  | 12º     | 8     |
| 9º   | 38  | Grégory Leblanc    | Vazy Racing                  | Honda CBR600RR  | 22   | + 22.540  | 11º     | 7     |
| 10º  | 55  | Massimo Roccoli    | Yamaha Lorenzini by Leoni    | Yamaha YZF-R6   | 22   | + 22.640  | 7º      | 6     |
| 11º  | 194 | Sébastien Gimbert  | Yamaha - GMT 94              | Yamaha YZF-R6   | 22   | + 23.534  | 15º     | 5     |
| 12º  | 111 | Arne Tode          | Stiggy Motorsport Honda      | Honda CBR600RR  | 22   | + 29.480  | 16º     | 4     |
| 13º  | 116 | Simone Sanna       | Racing Team Parkalgar        | Honda CBR600RR  | 22   | + 40.098  | 19º     | 3     |
| 14º  | 87  | Kenny Foray        | Intermoto Czech              | Honda CBR600RR  | 22   | + 40.283  | 24º     | 2     |
| 15º  | 118 | David Perret       | Scratch Moto Racing          | Kawasaki ZX-6R  | 22   | + 42.882  | 28º     | 1     |
| 16º  | 33  | Stefan Nebel       | Lightspeed Kawasaki Supp.    | Kawasaki ZX-6R  | 22   | + 43.136  | 21º     |       |
| 17º  | 4   | Lorenzo Alfonsi    | Althea Honda                 | Honda CBR600RR  | 22   | + 54.566  | 27º     |       |
| 18º  | 35  | Gilles Boccolini   | PMS Kawasaki Supported       | Kawasaki ZX-6R  | 22   | + 57.557  | 29º     |       |
| 19º  | 169 | Julien Enjolras    | Tati Team Beaujolais Racing  | Yamaha YZF-R6   | 22   | + 58.750  | 30º     |       |
| 20º  | 48  | Joe Dickinson      | CRS Grand Prix               | Honda CBR600RR  | 22   | + 58.911  | 31º     |       |
| 21º  | 31  | Vesa Kallio        | Pioneer Hoegee Suzuki Racing | Suzuki GSX-R600 | 22   | + 59.076  | 13º     |       |
| 22º  | 26  | Joan Lascorz       | Glaner Motocard.com          | Honda CBR600RR  | 22   | +1'05.603 | 17º     |       |
| 23º  | 77  | Barry Veneman      | Pioneer Hoegee Suzuki Racing | Suzuki GSX-R600 | 22   | +1'15.572 | 14º     |       |

#### Ritirati
| Nº | Pilota                | Squadra                  | Motocicletta   | Giri | Griglia |
| -- | --------------------- | ------------------------ | -------------- | ---- | ------- |
| 10 | Arturo Tizón          | Yamaha Spain             | Yamaha YZF-R6  | 21   | 25º     |
| 71 | Mauro Sanchini        | Intermoto Czech          | Honda CBR600RR | 21   | 22º     |
| 9  | Fabien Foret          | Gil Motor Sport          | Kawasaki ZX-6R | 12   | 5º      |
| 16 | Sébastien Charpentier | Hannspree Ten Kate Honda | Honda CBR600RR | 10   | 3º      |
| 17 | Miguel Praia          | Racing Team Parkalgar    | Honda CBR600RR | 9    | 26º     |
| 44 | David Salom           | Yamaha Spain             | Yamaha YZF-R6  | 9    | 18º     |
| 12 | Javier Forés          | HP Racing                | Honda CBR600RR | 7    | 23º     |
| 7  | Pere Riba             | Gil Motor Sport          | Kawasaki ZX-6R | 4    | 20º     |
| 62 | Nicklas Cajback       | Benjan Motoren           | Honda CBR600RR | 0    | 32º     |

### Superstock 1000

#### Arrivati al traguardo
| Pos. | Nº  | Pilota             | Squadra                     | Motocicletta        | Giri | Tempo     | Griglia | Punti |
| ---- | --- | ------------------ | --------------------------- | ------------------- | ---- | --------- | ------- | ----- |
| 1º   | 86  | Ayrton Badovini    | Biassono Racing             | MV Agusta F4 312 R  | 12   | 20'51.999 | 3º      | 25    |
| 2º   | 71  | Claudio Corti      | Yamaha Team Italia          | Yamaha YZF-R1       | 12   | +0.084    | 2º      | 20    |
| 3º   | 59  | Niccolò Canepa     | Ducati Xerox Junior         | Ducati 1098S        | 12   | +1.071    | 1º      | 16    |
| 4º   | 312 | Luca Scassa        | MV Agusta                   | MV Agusta F4 312 R  | 12   | +2.416    | 6º      | 13    |
| 5º   | 3   | Mark Aitchison     | Celani Team Suzuki Italia   | Suzuki GSX-R1000 K6 | 12   | +2.591    | 9º      | 11    |
| 6º   | 78  | Freddy Foray       | Zone Rouge                  | Yamaha YZF-R1       | 12   | +3.352    | 11º     | 10    |
| 7º   | 57  | Ilario Dionisi     | Cruciani Moto Suzuki Italia | Suzuki GSX-R1000 K7 | 12   | +3.648    | 8º      | 9     |
| 8º   | 25  | Dario Giuseppetti  | MGM Racing Performance      | Yamaha YZF-R1       | 12   | +13.925   | 12º     | 8     |
| 9º   | 15  | Matteo Baiocco     | Umbria Bike                 | Yamaha YZF-R1       | 12   | +14.175   | 14º     | 7     |
| 10º  | 44  | René Mähr          | Vd Heyden Motors Yamaha     | Yamaha YZF-R1       | 12   | +14.346   | 13º     | 6     |
| 11º  | 96  | Matěj Smrž         | MS Racing                   | Honda CBR1000RR     | 12   | +14.542   | 10º     | 5     |
| 12º  | 33  | Marko Rohtlaan     | Azione Corse                | Honda CBR1000RR     | 12   | +19.327   | 19º     | 4     |
| 13º  | 72  | Adam Jenkinson     | Racing Dirk Van Mol         | Suzuki GSX-R1000 K7 | 12   | +22.833   | 23º     | 3     |
| 14º  | 27  | Cyril Brivet       | Action Bike                 | Suzuki GSX-R1000 K7 | 12   | +23.348   | 25º     | 2     |
| 15º  | 10  | Franck Millet      | Biassono Racing             | MV Agusta F4 312 R  | 12   | +24.159   | 16º     | 1     |
| 16º  | 99  | Danilo Dell'Omo    | UnionBike Gimotorsport      | MV Agusta F4 312 R  | 12   | +24.471   | 28º     |       |
| 17º  | 34  | Balázs Németh      | Full-Gas Racing             | Suzuki GSX-R1000 K6 | 12   | +24.822   | 18º     |       |
| 18º  | 47  | Julien Millet      | Endurance Moto 38           | Yamaha YZF-R1       | 12   | +26.715   | 22º     |       |
| 19º  | 24  | Marko Jerman       | DBR Racing                  | Yamaha YZF-R1       | 12   | +27.283   | 29º     |       |
| 20º  | 56  | Daniel Sutter      | Peko Racing                 | Yamaha YZF-R1       | 12   | +33.746   | 27º     |       |
| 21º  | 18  | Matt Bond          | Mist Suzuki                 | Suzuki GSX-R1000 K6 | 12   | +35.858   | 33º     |       |
| 22º  | 76  | Diego Ciavattini   | DBR Racing                  | Yamaha YZF-R1       | 12   | +36.176   | 32º     |       |
| 23º  | 134 | Greg Gildenhuys    | Team Pedercini              | Ducati 1098S        | 12   | +36.330   | 31º     |       |
| 24º  | 37  | Raffaele Filice    | Celani Team Suzuki Italia   | Suzuki GSX-R1000 K6 | 12   | +36.760   | 35º     |       |
| 25º  | 14  | Lorenzo Baroni     | Team Sterilgarda            | Ducati 1098S        | 12   | +40.919   | 36º     |       |
| 26º  | 75  | Luka Nedog         | Ducati SC Caracchi          | Ducati 1098S        | 12   | +41.006   | 30º     |       |
| 27º  | 21  | Wim van den Broeck | Zone Rouge                  | Yamaha YZF-R1       | 12   | +44.070   | 39º     |       |
| 28º  | 13  | Viktor Kispataki   | Full-Gas Racing             | Suzuki GSX-R1000 K6 | 12   | +44.501   | 34º     |       |
| 29º  | 77  | Barry Burrell      | MS Racing                   | Honda CBR1000RR     | 12   | +1'38.210 | 21º     |       |

#### Ritirati
| Nº  | Pilota               | Squadra                     | Motocicletta        | Giri | Griglia |
| --- | -------------------- | --------------------------- | ------------------- | ---- | ------- |
| 83  | Didier Van Keymeulen | TTSL-MGM Racing             | Yamaha YZF-R1       | 11   | 4º      |
| 42  | Leonardo Biliotti    | Revolution - UnionBike      | MV Agusta F4 312 R  | 11   | 37º     |
| 32  | Sheridan Morais      | Team Pedercini              | Ducati 1098S        | 7    | 15º     |
| 29  | Niccolò Rosso        | EVR Corse                   | MV Agusta F4 312 R  | 6    | 40º     |
| 155 | Brendan Roberts      | Ducati Xerox Junior         | Ducati 1098S        | 5    | 7º      |
| 23  | Cedric Tangre        | Yohann Moto Sport           | Suzuki GSX-R1000 K7 | 4    | 17º     |
| 11  | Denis Sacchetti      | UnionBike Gimotorsport      | MV Agusta F4 312 R  | 2    | 38º     |
| 19  | Xavier Siméon        | Alstare Suzuki Corona Extra | Suzuki GSX-R1000 K6 | 1    | 5º      |
| 16  | Raymond Schouten     | Vd Heyden Motors Yamaha     | Yamaha YZF-R1       | 0    | 24º     |

#### Non partiti
| Nº | Pilota        | Squadra                | Motocicletta  | Griglia |
| -- | ------------- | ---------------------- | ------------- | ------- |
| 88 | Timo Gieseler | MGM Racing Performance | Yamaha YZF-R1 | 26º     |
| 51 | Michele Pirro | Yamaha Team Italia     | Yamaha YZF-R1 | 20º     |